# Jonas Westergaard

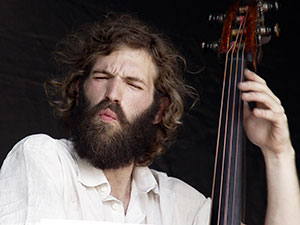
Jonas Westergaard
Copenhagen Jazz Festival 2007

Jonas Westergaard (* 6. August 1976 in Kopenhagen) ist ein dänischer Jazz-Kontrabassist.

## Leben und Wirken
Westergaard, der aus Kopenhagen stammt, studierte am Rytmisk Musikkonservatorium. Seit den 1990er-Jahren arbeitet er in der dänischen und deutschen Jazz- und Improvisationsszene u. a. mit Christopher Dell, Benjamin Koppel, Christian Lillinger, Henrik Walsdorff, Marc Schmolling, im Trio Spoom (mit Ronny Graupe und Christian Lillinger), ferner mit Michael Wollny sowie den Formationen Delirium (u. a. mit Mikko Innanen) und Field (mit Oliver Steidle, Ronny Graupe und Uli Kempendorff). Im Bereich des Jazz war Westergaard zwischen 1997 und 2012 an 33 Aufnahmesessions beteiligt, außer den Genannten auch mit Jakob Bro, George Garzone, Søren Kjærgaard, Jesper Løvdal, Hans Ulrik, Petter Wettre und Jesper Zeuthen. Nachdem ihm 2006 ein Spezialpreis des Danmarks Radio verliehen worden war, nahm er mit einem Nonett das Album Helgoland (2008) mit Eigenkompositionen auf.

## Diskographische Hinweise

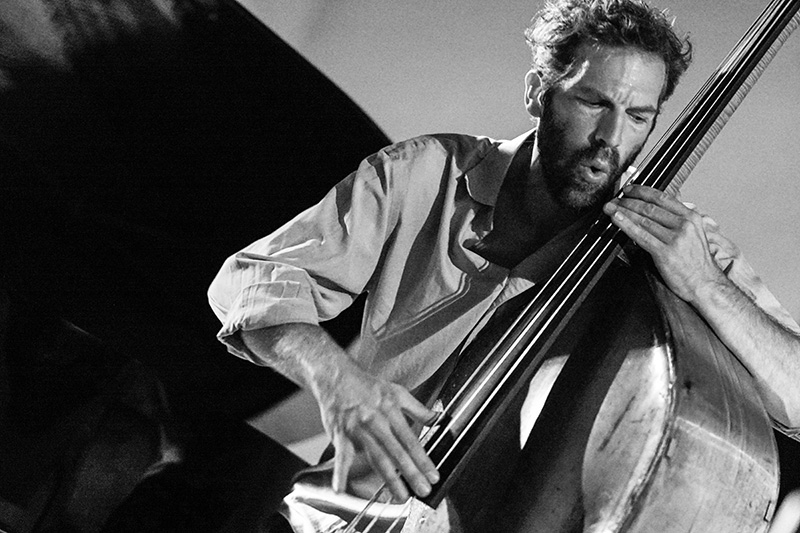
Jonas Westergaard
Copenhagen Jazz Festival 2018

- Lake/Tchicai/Osgood/Westergaard (Passin’ Through, 2006), mit Oliver Lake, John Tchicai, Kresten Osgood
- Daniel Erdmann/Jonas Westergaard/Samuel Rohrer: Sleeping with the Enemy (Jazzwerkstatt, 2007)
- Eggs Laid by Tigers: Under the Mile Off Moon (ILK Music, 2012; mit Martin Dahl, Peter Bruun)
- Eggs Laid by Tigers: The Red-Eyed Earth (ILK Music, 2012; mit Martin Dahl, Peter Bruun)
- Henrik Walsdorff Trio (Jazzwerkstatt, 2013)
- Ronny Graupe: The White Belt (Pirouet Records 2016; mit Christian Lillinger)
- Django Bates/hr-Bigband: Saluting Sgt. Pepper (Edition Records, 2017)
- Peter Bruun, Søren Kjærgaard, Jonas Westergaard: Thēsaurós (ILK Music, 2023)
- Dell Lillinger Westergaard feat. Bob Degen: Supermodern Vol. II (HGBSB, 2023)
- Dell Lillinger Westergaard: Extended Beats (2024, bastille, mit Klangforum Wien, Sonar Quartett, Tamara Stefanovich, Martin Adámek, Johannes Brecht); Vierteljahrespreis der deutschen Schallplattenkritik[3]